# Athlete
Gli Athlete sono stati un gruppo musicale indie rock formatosi a Londra nel 1999, che ha ottenuto il successo grazie al singolo El Salvador nel 2003.

## Storia
Il gruppo, formatosi nel 1999 a Londra, era formato da Joel Pott (voce e chitarra), Carey Willetts (basso e cori), Stephen Roberts (batteria e cori) e Tim Wanstall (tastiere e cori). Influenzati fin dall'adolescenza da artisti come Grandaddy e The Flaming Lips, hanno iniziato a suonare nel seminterrato di The Bear, un pub convertito in una chiesa e paninoteca, il Deptford High Street nel 1999, dove iniziarono a registrare delle demo.
Nel 2000 firmarono un contratto discografico con la Recordings Regal e pubblicarono il loro primo singolo Westside nel 2002, ottenendo un buon successo entrando anche in rotazione musicale su BBC Radio 1, aprendo la strada a un altro singolo intitolato You Got Style, entrò nella classifica britannica nel giugno del 2002.
Raggiunsero l'apice del successo nel 2003 con la pubblicazione del loro album di debutto intitolato Vehicles and Animals, grazie al primo singolo estratto  El Salvador, uscito il 24 marzo dello stesso anno. Il consenso fu tale da ottenere una candidatura ai Mercury Awards.
Nel gennaio del 2005 uscì il loro secondo album intitolato Tourist. In questo disco mostrarono uno stile musicale più maturo, cupo e riflessivo rispetto al precedente lavoro. Il primo singolo ad essere stato estratto da Tourist è stato Wires, pubblicato il 17 gennaio 2005. Il secondo singolo fu Half Light, uscito il 25 aprile 2005, che ottenne un discreto successo anche in Italia.
Il 3 settembre 2007 pubblicarono il loro terzo album intitolato Beyond the Neighbourhood, che raggiunse la quinta posizione della Official Albums Chart britannica. I singoli estratti da questo album sono stati Hurricane e Tokyo. Il loro terzo album è stato l'ultimo ad essere stato pubblicato dall'etichetta discografica della Parlophone.
Ancora una volta con cadenza biennale, il 24 agosto 2009 pubblicarono il quarto album, Black Swan, il primo pubblicato per la Fiction Records. L'album raggiunse alla posizione numero 18 nella classifica del Regno Unito il 30 agosto seguente. L'album è stato preceduto dal singolo Touch Superhuman, pubblicato il 17 agosto, mentre The Getaway è uscito come primo singolo solo negli Stati Uniti.
In un'intervista del settembre 2011, il tastierista Tim Wanstall disse: "Sono passati ogni due anni (per ogni pubblicazione di un album), in numeri dispari dal 2003, quindi questo è il primo anno per rompere questo ciclo. In realtà stiamo tutti esplorando percorsi individuali in questo momento così la data del prossimo album si saprà non appena saremo tutti pronti come un libro aperto"..
Nel 2012 la band si è esibita in diversi festival tra cui il Festival Hop Farm, Shindig Festival e il Lakefest, mentre l'anno successivo intrapresero un nuovo tour intitolato Vehicles & Animals 10th Anniversary Tour con date a Bristol Cambridge Junction e Bush Empire. Dall'impegno dal vivo furono tratti due dischi.
A seguito del tour, il gruppo sospese ogni attività e i componenti intrapresero delle carriere come solisti. Joel Pott seguì la produzione dei primi due album del cantautore britannico George Ezra.

## Discografia

### Album in studio
- 2003 - Vehicles and Animals (Parlophone)
- 2005 - Tourist (Parlophone)
- 2007 - Beyond the Neighbourhood (Parlophone)
- 2009 - Black Swan (Fiction)

### Album dal vivo
- 2012 - Live at Union Chapel (Daley's Bread)
- 2013 - Vehicles and Animals Live (Daley's Bread)

### Raccolte
- 2010 - Singles 01-10 (EMI)

### EP
- 2002 - Athlete
- 2008 - The Outsiders
- 2009 - The Getaway EP

### Singoli
- 2002 - You Got the Style
- 2002 - Beautiful
- 2003 - El Salvador
- 2003 - Westside
- 2005 - Wires
- 2005 - Half Light
- 2005 - Tourist
- 2005 - Twenty Four Hours
- 2007 - Hurricane
- 2007 - Tokyo
- 2009 - Superhuman Touch
- 2009 - Black Swan Song
- 2010 - Back Track

## Formazione
- Joel Pott - voce, chitarra
- Carey Willets  - basso, voce
- Stephen Roberts - batteria, cori
- Tim Wanstall - tastiere, cori